# Skalenparameter
Der Skalenparameter (auch Streuungsparameter oder Variabilitätsparameter) einer Wahrscheinlichkeitsverteilung ist ein Parameter, der die Variabilität (oder Streuung) der Verteilung beschreibt; je größer der Skalenparameter ist, desto breiter ist die beschriebene Verteilung.

## Definition
Für eine Wahrscheinlichkeitsverteilung, die durch die  (kumulative) Verteilungsfunktion {\displaystyle F(x;s)} mit Skalenparameter {\displaystyle s} beschrieben wird, gilt
{\displaystyle F\left({\frac {x}{c}};s\right)=F(x;cs),}
d. h., eine Vergrößerung des Skalenparameters um den Faktor {\displaystyle c} entspricht einer Skalierung der Zufallsvariable um den gleichen Faktor.
Falls eine Wahrscheinlichkeitsdichtefunktion {\displaystyle f(x;s)} existiert, so gilt ebenfalls
{\displaystyle {\frac {1}{c}}f\left({\frac {x}{c}};s\right)=f(x;cs).}

## Beispiele
Typische Skalenparameter sind:
- die Standardabweichung {\displaystyle \sigma } der Normalverteilung,
- der Parameter {\displaystyle \sigma } der Rayleigh-Verteilung,
- der Kehrwert {\displaystyle 1/\lambda } der Exponentialverteilung.